# Grupo Raça
Raça é um conjunto musical brasileiro de samba, da vertente pagode, formado no Rio de Janeiro na primeira metade da década de 1980.
Quase todos os discos do Raça foram produzidos por Jorge Cardoso e que até hoje somam um total de mais de seis milhões de discos vendidos.[carece de fontes?]

## História
O Raça nasceu em 1985 no bairro de Engenho de Dentro, na zona norte do Rio de Janeiro, fundado pelos músicos Marley (ganzá), Marquinhos (banjo), Mongol (tantã), Ronaldinho (cavaquinho), Totonho (pandeiro), Valnei (repique de mão) e Carlinhos (tamborim).
Tendo começado a tocar com frequência na quadra do Bloco Carnavalesco Chuchu, o Raça assinou um contrato com a gravadora RCA, que lançou em 1987 o LP Grupo Raça, o primeiro álbum de estúdio do conjunto carioca.
Dois anos depois, foi lançado Tempero, segundo LP do grupo.
Em 1991, o Raça passou pela sua primeira mudança de formação com o ingresso dos músicos Délcio Luiz (banjo) e Paulinho Carvalho (cavaquinho) respectivamente nos lugares de saídas de Marquinhos e Ronaldinho. Nesse mesmo ano, foi lançado o terceiro LP, Da África à Sapucaí, que teve boa repercussão comercial no mercado fonográfico brasileiro, principalmente como os sambas "Dona da Minha Sina" (Nelson Rufino/Tião Motorista) e “Seja Mais Você”, este último tema da novela Felicidade, da Rede Globo.
No ano seguinte, foi lançado Feito Pra Você, cujo samba "O Teu Chamego" tornou-se um hit das rádios brasileiras e ajudou ao Raça a se tornar conhecido em alguns países da América Latina e em algumas rádios latinas nos Estados Unidos. Durante essa fase, o auge da carreira do grupo, o Raça chegou até a excursionar por algumas cidades dos Estados Unidos, de Suíça e da Alemanha. Também ganharam ao longo da década de 1990 prêmios da música brasileira, como o Troféu Imprensa (Melhor Grupo), Prêmio Sharp (Melhor Grupo e Melhor Disco) e Antena de Ouro (Melhor Grupo e Melhor Disco), entre outros.
Em setembro de 2004, o vocalista Roger Mathan faleceu em Belfort Roxo, na Baixada Fluminense, aos 31 anos.
Em 25 de setembro de 2009, morre aos 48 anos Robson Tavares Cabral, mais conhecido como Mongol, fundador e percussionista do Grupo.

## Integrantes

### Formação atual
- Marley - ganzá e vocal
- Valney - repique de mão e vocal
- Totonho - pandeiro e vocal
- Leonardo Acioly - banjo e e vocal
- Paulinho (Beiça) - cavaquinho e vocal
- Wagner Bahia - violão e vocal

### Ex-integrantes
- Mongol[9]
- Marquinho
- Ronaldinho
- Délcio Luiz
- Paulinho Carvalho
- Herlon
- Bruno Bellandi
- Wallace
- Biju
- Roger Mathan[1][8]

## Discografia

### Álbuns
- 1987 - Grupo Raça - RCA Victor
- 1989 - Tempero - BMG Ariola
- 1991 - Da África à Sapucaí - BMG Ariola
- 1992 - Feito Pra Você - BMG Ariola
- 1993 - Jeito de Felicidade - BMG Ariola
- 1994 - Dengo - BMG Ariola
- 1995 - Pura Emoção - BMG Ariola
- 1996 - Declaração de Amor - BMG Ariola
- 1997 - Paixão - BMG Brasil
- 1998 - Grupo Raça - Columbia/Sony Music
- 2001 - Raça e Raiz[1]
- 2007 - Grupo Raça
- 2014 - Grupo Raça 30 Anos
- 2015 - Grupo Raça Samba no Quintal

### Álbuns ao vivo
- 1999 - A Festa Começou - Raça ao Vivo - Digital Records do Brasil
- 2017 - (EP) Grupo Raça ao vivo no Cacique de Ramos